# Občina Rogašovci
Občina Rogašovci (slovinsky Občina Rogašovci, německy Gemeinde Reissen) je jednou z 212 občin ve Slovinsku. Nachází se v Pomurském regionu na území historického Zámuří. Občinu tvoří 11 sídel, její rozloha je 40,1 km² a k 1. lednu 2017 zde žilo 3 065 obyvatel. Správním střediskem občiny je vesnice Sveti Jurij.

## Členění občiny
Občina se dělí na sídla: Fikšinci, Kramarovci, Nuskova, Ocinje, Pertoča, Rogašovci, Ropoča, Serdica, Sotina, Sveti Jurij, Večeslavci